# 代太郎トンネル
代太郎トンネル（だいたろうトンネル）は、大分県玖珠郡玖珠町の大分自動車道にあるトンネルである。大分自動車道では最長のトンネルである。

## 概要
- 上り線（鳥栖・福岡・熊本方面）長さ：2,311 m
- 下り線（日出・大分・北九州方面）長さ：2,299 m

※トンネル距離数はトンネル入口手前に設置された標識の記載によるもの。

## 歴史
- 1995年3月10日：日田IC - 玖珠IC開通と共に供用開始（当時は暫定2車線による供用）
- 1999年：代太郎トンネルが4車線化

## 追記事項
- トンネル内部は天瀬高塚ICから反対側の出口まで急な坂道となっており、大分方面であれば速度超過になりやすく、鳥栖方面であれば速度低下による混雑を招くおそれがある。また、鳥栖方面の場合はトンネルを出て約500mで天瀬高塚ICの出口となるため、同ICを利用する場合には注意が必要である。